# Абазини
Абазините (самоназвание абаза или асуа) са малоброен народ, който живее в руските републики Карачаево-Черкезия и Адигея. Потомци на абазините-муджахири (изселници след Кавказката война) живеят днес в Турция, Сирия, Йордания. Делят се на две етнографски групи: тапанта и ашхаруа. Преобладаваща религия е сунитски ислям.

## История
Абазините са наследници на древното население на Западен Кавказ, обитаващо черноморското крайбрежие между реките Туапсе и Бзъб (западната част на съвременна Абхазия). Споменати са от Флавий Ариан (1 век сл. Хр.) под името Αβασγοί, Αβασκοί, което представлява формата за множествено число абазэхэ „абазинци“ в адигейски. Древните им предци са били северни съседи на абхазците, сред които се асимилират по време на първото хилядолетие сл. Хр. През Средните векове абазините се преселват на северните склонове на Кавказ в съседство с адигските племена (черкези). Абазините се споменават и в средновековния грузински летопис „Картлис Цховреба“ под името абаза. Италианският пътешественик Плано Карпини по време на посещението си при татарите през 1246 г., споменава покорения от татарите народ обесеси. Възможно е под това название обесеси да се крие названието абазини.
Първи сведения за абазинско население на север от Кавказ има от 14 век. Впоследствие част от абазините бива погълната от черкезкото население, а останалата част попада под силното влияние на адигейската феодална култура. Традиционният бит, поминък, занаяти и творчество на абазинския народ почти не се отличава от черкезкия към средата на 19 век, но абазините продължават да развиват някои традиционни стопански дейности като градинарство и пчеларство, които са характерни за абхазците. Когато започва Кавказката война (1817 – 1864), абазините обитават планинските местности от Теберда на изток до Лаба на запад.
След края на войната мнозниството абазини са изселени от Кавказ по време на Черкезкия геноцид. Част от тях е заселена в равнините и по долното течение на реките Большой и Малый Зеленчук. Затова абазинските аули не са разположени на компактна територия, а са смесени с черкезки и ногайски аули. Друга част се преселва в Османската империя.

## Народно творчество
Абазинското народно творчество обхваща характерни за кавказките народи елементи (нартски епос, молитви за дъжд и др.). Абазините говорят абазински език, който спада към Абхазо-адигейските езици и е близък до абхазкия език.